# Planet Jedward
Planet Jedward è il primo album in studio del duo pop irlandese Jedward, pubblicato nel 2010. Si tratta di un album di cover.

## Tracce
1. Under Pressure (Ice Ice Baby) (featuring Vanilla Ice) – 3:42
2. All the Small Things – 2:53
3. Everybody – 2:53
4. Ghostbusters – 2:54
5. Fight For Your Right – 3:20
6. I Want Candy – 3:15
7. Jump – 3:19
8. I Like to Move It – 3:43
9. Rock DJ – 4:03
10. Teenage Kicks – 2:22
11. Pop Muzik – 2:41